# Neozoanthus tulearensis
Neozoanthus tulearensis is een Zoanthideasoort uit de familie van de Neozoanthidae. De wetenschappelijke naam van de soort is voor het eerst geldig gepubliceerd in 1972 door Herberts.